# Chaamse Bossen
De Chaamse Bossen liggen tussen de weg Gilze-Chaam en het dorp Alphen. Het gebied meet 1.324 ha en is eigendom van Staatsbosbeheer.

## Geschiedenis
Ooit bestond het gebied uit zandverstuivingen en natte heide met verschillende vennen. Veel van deze heideterreinen zijn tussen 1900 en 1934 ontgonnen en bebost met voornamelijk grove den. Het gebied werd ontwaterd en te natte plekken werden omgezet in grasland. Hieraan heeft het bos zijn verrassende afwisseling te danken. De plantengroei van het gebied is echter arm en bestaat, vooral langs de paden, uit heischrale vegetatie.
In het eerste decennium van de 21e eeuw werden de voormalige landbouwgebieden teruggebracht in de oude staat, en werd het gebied ook weer natter gemaakt. In het brongebied van de Chaamse beken werd het water vastgehouden. Ook werden de oorspronkelijke vennen weer uitgegraven en in de aldus ontstane moerasgebieden kunnen veel oorspronkelijke planten en dieren terugkeren.

## Natuur
In de bossen komen tal van vogelsoorten voor, als geelgors, nachtzwaluw, boomleeuwerik, boompieper, gekraagde roodstaart en groene specht. Roofvogels zijn: buizerd, sperwer, havik, torenvalk, boomvalk en soms de wespendief. In de nu vochtige graslanden broeden onder andere de wintertaling, kuifeend, dodaars en geoorde fuut. In de meer dan dertig gegraven poelen huizen onder meer de vinpootsalamander en de alpenwatersalamander.

## Recreatie
In de uitgestrekte bossen vindt men een net van fietspaden en wandelpaden. Ook zijn er enkele zogeheten paalkampeerterreinen, waar men kan kamperen met een minimum aan voorzieningen.

## Omgeving
Het gebied sluit in het westen aan op het Ulvenhoutse Bos en het landgoed Valkenberg.